# Hôtel Bazin de Jessey
Pour les articles homonymes, voir Bazin et Jessey.
L'hôtel Bazin de Jessey est un hôtel particulier situé à Dinan, en France.

## Historique
Cet hôtel a appartenu à une famille de la haute bourgeoisie de Dinan, la famille Bazin de Jessey.
C'est François-Louis Ferron, seigneur du Chesne, qui décide, à partir de 1718, de faire édifier cet hôtel. de sa construction en 1720 jusqu'à son rachat par la ville en 1929, l'hôtel a toujours servi de maison de ville, notamment pour les familles Ferron et Bazin.
Par la suite l'école de musique de la ville de Dinan puis le tribunal d'instance vont occuper les lieux.